# Marquesado de Paradas
El marquesado de Paradas es un título nobiliario español creado por el rey Carlos II, por decreto del 25 de septiembre de 1675, a favor del hidalgo Fernando de Villegas y Gómez Bueno quien fuera caballero de la Orden de Santiago. 

## Historia

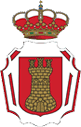
Escudo de Paradas, (Sevilla).

El marquesado de Paradas es un título nobiliario creado por Carlos II de España, por real decreto del 25 de septiembre de 1675 —carta o real despacho del 20 de enero de 1676— a favor del caballero de la Orden de Santiago desde 1633, el hidalgo Fernando de Villegas y Gómez-Bueno (n. Montilla de Córdoba, ca. 1610), luego de comprobar su nobleza a través de su abuelo instalado en Entrambasmestas, el hidalgo Diego de Villegas (n. Villasevil, ca. 1540) y de su quinto abuelo avecindado en Ocaña, el comendador de La Solana y Alhambra y Trece  de la Orden de Santiago, mosén Diego de Villegas (Burgos, ca. 1400 - La Solana, 1480).
Le fue concedido el título luego de demostrar su ascendencia directa, mediante un pleito de hidalguía que comprobara que a través de la vía antes citada, era nieto en sexta generación del merino mayor de Castilla, Ruy Pérez de Villegas II quien fuera mayorazgo de la Casa de Villegas, y señor de Caracena (hasta 1366), Moñux (hasta 1376), Cóbreces, Villegas, Castillo Pedroso, Villasevil, Acereda, Manquillos, Pedrosa del Páramo, Manciles, Valdegómez y del palacio de Sasamón.
Dicha información había sido facilitada por el señor de la casa Ruiz de Villegas de Villasevil, Acereda y Granada, y oidor de la Real Chancillería, Sancho de Villegas y Velasco, nieto en sexta generación del segundogénito fundador de nuevo solar y mayorazgos, señor de Villasevil, Acereda y Castillo Pedroso, comendador de la Orden de Santiago, capitán de las guardias reales (desde 1419) y gobernador de las fronteras de Alcaraz, Sancho Ruiz de Villegas I (Burgos, ca. 1392 - Alcaraz, después de 1433).
Su nombre hace referencia al actual municipio andaluz de Paradas, en la provincia de Sevilla, cuyo señorío territorial de los marqueses de Paradas se perdería en 1830, convirtiéndose en ayuntamiento constitucional.
El último marqués de esta línea fue Fernando de Espinosa y Fernández de Córdoba que, aunque se haya unido en matrimonio con María del Rosario Desmaissières y Fernández de Santillán, falleciera sin sucesores en París, el 26 de septiembre de 1864.
El marquesado de Paradas fue rehabilitado por el rey Alfonso XIII, en 1897, a favor de Gaspar de Atienza y Ramírez-Tello de Valladares (Ronda, 18 de abril de 1858 - ¿?, 21 de julio de 1905), casado desde el 16 de mayo de 1885 con María de la Concepción Garvey y Capdepón aunque sin descendientes. Le sucedió su hermano Rafael de Atienza (Granada, 7 de mayo de 1848 - ¿?, 10 de abril de 1925) enlazado desde el 10 de noviembre de 1897 con Ana de Benjumea y Medina, dama de la Real Maestranza de Caballería de Ronda, y de quienes desciende el actual poseedor del título de marqués de Paradas.

## Marqueses de Paradas
- Primera línea sucessoria desde 1676 hasta 1864:
- Fernando de Villegas y Gómez-Bueno, Carrillo y Carmona, I marqués de Paradas.

Casó con Isabel Antonia de Gabiola y Zamudio. Le sucedió su única hija:
- María Francisca de Villegas y Gabiola, II marquesa de Paradas.

Casó con Juan Gutiérrez-Tello de Guzmán y Manara. Le sucedió su hijo primogénito:
- Juan Gutiérrez-Tello de Guzmán y Villegas, III marqués de Paradas.

No tomó estado. Le sucedió su hermano segundogénito:
- Fernando Gutiérrez-Tello de Guzmán y Villegas, IV marqués de Paradas.

No tomó estado. Le sucedió su hermano menor:
- Diego Gutiérrez-Tello de Guzmán y Villegas, V marqués de Paradas.

Casó con Isabel María Tello de Portugal y Arias de Saavedra, III marquesa de Sauceda. Le sucedió su hijo:
- Juan Ignacio Tello de Guzmán y Tello de Portugal, VI marqués de Paradas, IV marqués de Sauceda.

Casó con María Josefa Fernández de Santillán y Villacís. Le sucedió su única hija:
- Isabel Tello de Guzmán y Fernández de Santillán, VII marquesa de Paradas, V marquesa de Sauceda.

Casó con Miguel de Espinosa y Maldonado de Saavedra, II conde del Águila. Le sucedió su hijo:
- Juan Ignacio de Espinosa y Tello de Guzmán (1759-1808), VIII marqués de Paradas, VI marqués de Sauceda, III conde del Águila.

Casó con Victoria Fernández de Córdoba y Varona, III condesa de Prado Castellano. Le sucedió su hijo:
- Fernando de Espinosa y Fernández de Córdoba[9] (Sevilla, 13 de noviembre de 1807 - París, 26 de septiembre de 1864), IX marqués de Paradas, VII marqués de Sauceda, IV conde del Águila, IV conde de Prado Castellano y marqués del Casal.

Casó con María del Rosario Desmaissières y Fernández de Santillán. Sin descendientes.
- Rehabilitado en 1897 por:
- Gaspar de Atienza y Ramírez-Tello de Valladares (1898-1905), X marqués de Paradas.

Casó con María de la Concepción Garvey y Capdepón. Sin descendientes. Le sucedió su hermano:
- Rafael de Atienza y Ramírez-Tello de Valladares (Granada, 7 de mayo de 1848 - ib., 10 de abril de 1925), XI marqués de Paradas, V marqués de Salvatiera.

Casó con Ana de Benjumea y Medina. Le sucedió su hijo:
- Pablo de Atienza y Benjumea, XII marqués de Paradas, VI marqués de Salvatierra.[10]

Casó con María del Pilar Medina y Benjumea. Le sucedió su hijo:
- Pablo de Atienza y Medina, XIII marqués de Paradas.